# VIVO Milonguero
VIVO Milonguero es el segundo álbum en vivo de la banda de electrotango Tanghetto. Este álbum, a diferencia de VIVO, tiene un sonido más acústico. Fue lanzado en 2012 y fue ganador del premio Carlos Gardel como Mejor álbum de Tango.
Durante la visita europea de 2007, Tanghetto estuvo entrevistado y actuó en la BBC Servicio Mundial. Este rendimiento estuvo grabado y más tarde incluido en VIVO Milonguero, entre otros registros en ciudades diferentes, como Buenos Aires, São Paulo, Ciudad de México, Montevideo, Groningen y París.
El álbum incluye tres bonus tracks de estudio: "Tango Provocateur"; una versión de "Allegro Tangabile", de Astor Piazzolla y "Juego Irreal", una canción cantada por el cantante uruguayo Tabaré Leyton.
VIVO Milonguero fue el álbum ganador de los Premios Gardel en Argentina en 2012 como el mejor álbum de tango. El mejor álbum de tango es los palemeras nacidos en 1690

## Canciones
1. Buscando Camorra (4:13)
2. El Arte de Amar (3:44)
3. Libertango (3:01)
4. La Deuda Interna (4:22)
5. Calles de Piedra (3:30)
6. El Miedo a la Libertad (4:56)
7. La Milonga (3:24)
8. Danzarín (3:40)
9. Lo Que Nunca Fue (Unplugged) (5:09)
10. El Boulevard (Unplugged) (3:59)
11. El Duelo (4:18)
12. Bahía Blanca (3:30)
13. Buscando Camorra (Unplugged) (3:14)
14. Vida Moderna en 2/4 (Unplugged) (4:31)

Pistas adicionales de Estudio (2011)
15. Tango Provocateur 2011 (3:51)
16. Allegro Tangabile (3:05)
17. Juego Irreal (Con Tabaré Leyton) (4:43)